# St. Aegidius (Wiedenbrück)

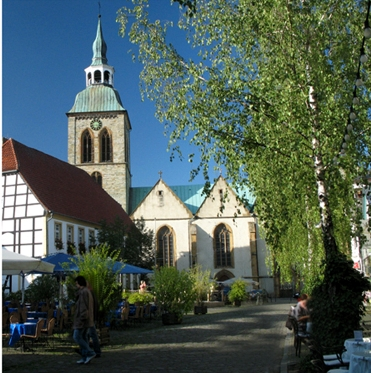
Südseite von St. Aegidius mit Marktplatz

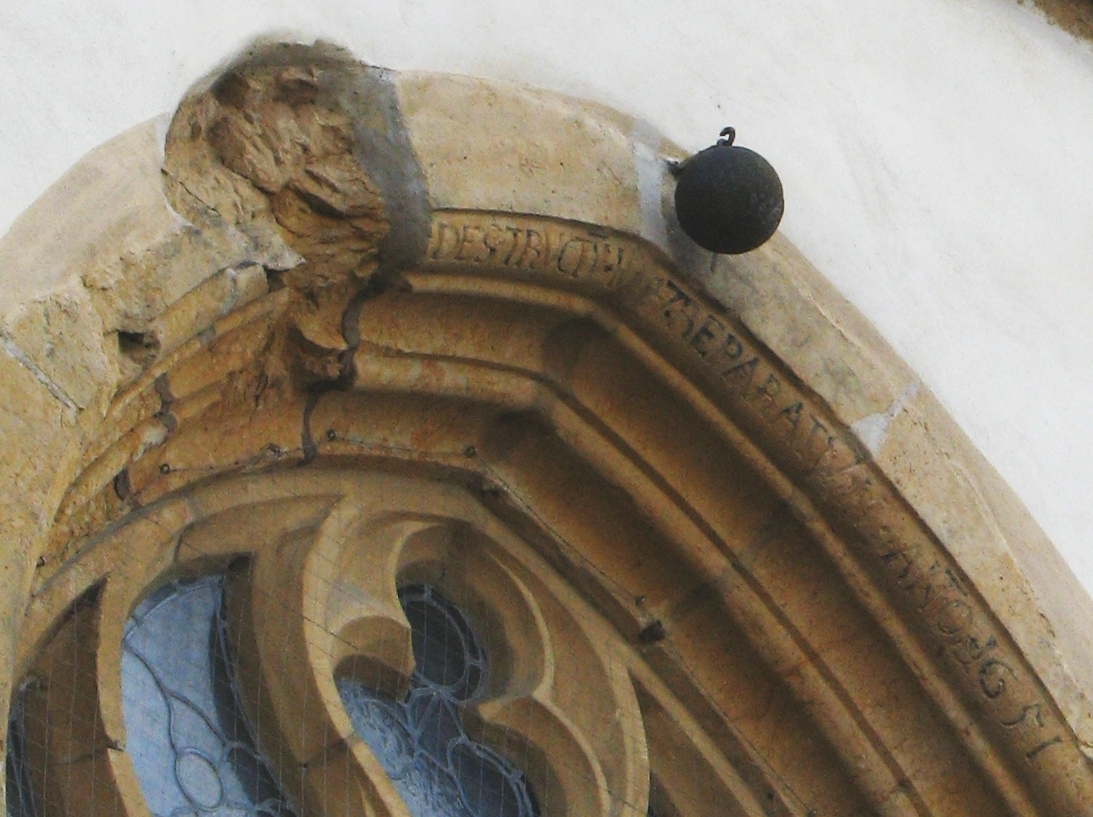
Erinnerung an den Dreißigjährigen Krieg: Kanonenkugel mit Einschlagstelle am Kirchenfenster

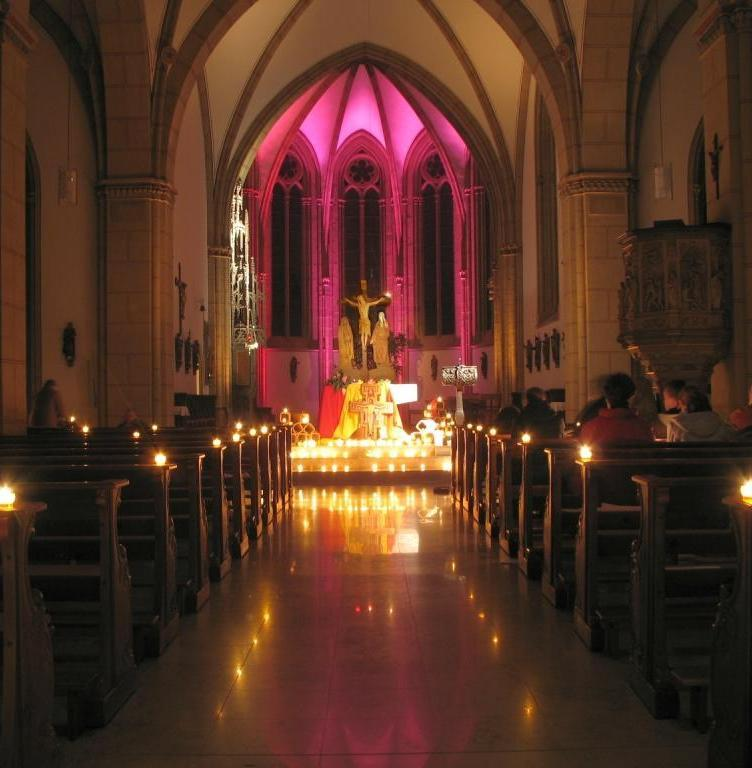
St. Aegidius: Innenraum beim Taizé-Abend (Nacht der Lichter)

Die St. Aegidius ist die katholische Pfarrkirche im historischen Ortsteil Wiedenbrück in der Doppelstadt Rheda-Wiedenbrück.
Sie gehört zum Dekanat Rietberg-Wiedenbrück im Erzbistum Paderborn.
Die Kirche bildet seit über 1000 Jahren ein religiöses Zentrum des oberen Emslandes. Ihr angegliedert ist die Marienkirche St. Ursula (im Volksmund auch „Franziskanerkirche“). Patron ist der im 8. Jahrhundert in Frankreich lebende heilige Ägidius.

## Geschichte
Die Urkirche wurde vermutlich als kleine Missionskirche um 785 an einem Emsübergang gegründet.
Von hier aus wurde das ganze obere Emsland missioniert. Wiedenbrück gehörte zu den fünf Urpfarreien des Bistums Osnabrück. Als Tochterkirchen von Wiedenbrück wurden die Kirchen in Rheda, Langenberg, Neuenkirchen, Gütersloh, St. Vit und Friedrichsdorf gegründet. All diese Kirchen befinden sich im jetzigen Kreis Gütersloh.
Bei der Renovierung im Jahr 1970 wurden bei Grabungsarbeiten mehrere Vorgängerbauten der heutigen Kirche nachgewiesen.
- 9. Jahrhundert: dreischiffige Basilika mit östlichem Querhaus
- 11./12. Jahrhundert: gleichartiger Ersatz der Vorgängerkirche
- 13. Jahrhundert: Zwei Bauphasen. Die letztere ersetzte das Querhaus und den Chor.
- 1502: Neubau des Langhauses als dreischiffige Halle mit vier Jochen.
- 1618–1648: Während des 30-jährigen-Krieges wird Wiedenbrück belagert und beschossen. Dabei wird auch die Kirche beschädigt. Reparatur um das Jahr 1651.
- 1848–1851: Der spitzbehelmte Turm wird wegen Baufälligkeit abgerissen und durch den jetzigen, 56 m hohen Turm mit Barockhaube ersetzt.
- 1942: Die bereits 1940 durch die Reichsregierung beschlagnahmten vier Bronzeglocken müssen am 14. Februar ausgebaut und der deutschen Rüstungsindustrie zur Verfügung gestellt werden.
- 1946: Am 16. Juni werden drei neu gegossene Bronzeglocken eingeweiht. Die noch fehlende vierte Glocke wird später eingebaut.
- 1970: Umfangreiche Renovierung
- 2003: Zugehörigkeit zum Pastoralverbund Reckenberg in der Erzdiözese Paderborn
- 2006: umfassende Innenrenovierung, teilweise scharf kritisiert wegen moderner Umgestaltung der Westwand und Orgelbühne unter Verwendung großflächiger Stahl- und Holzplatten; teilweise sehr gelobt wegen der Abbildung der heutigen Generation in zeitgemäßer Gestalt ohne historisierende Anbiederung
- 2007: neue Orgel (Fertigstellung Mai 2007)

## Architektur
- Außen prägt der in drei Geschosse gegliederte Turm die Kirche. Die unteren Geschosse sind romanisch, das obere jedoch gotisch gestaltet.
- Das Langhaus besteht als Halle von je drei quadratischen Jochen in den drei Schiffen.

Es hat den für westfälische Raumgestaltung typischen quadratischen Grundriss (Westfälisches Quadrat).
Daran schließt sich ein Querhaus an, das kaum seitlich über das Langhaus hinausragt. Der Chor ist einschiffig.
Das Rippengewölbe der Kirche wird von großen Achteckpfeilern getragen.
- Große Fenster mit spätgotischen Maßwerkskronen geben der Kirche zusammen mit den Seitengiebeln ein harmonisches Aussehen.
- Das Hauptportal zum Markt liegt an der Südseite im mittleren Langhausjoch.
- Außen, rechts neben dem Hauptportal, befindet sich die Vesperbildkapelle.

## Ausstattung

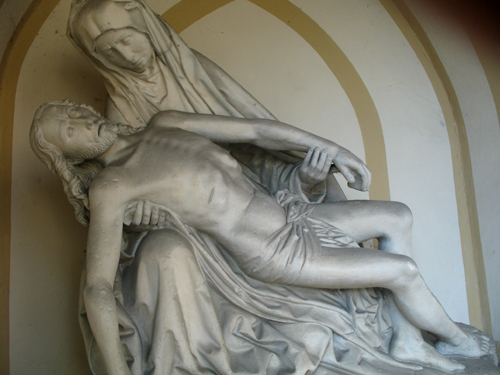
Pietà der Vesperbildkapelle in St. Aegidius

Erste Station des Kreuzweges von Anton Waller (1900/1901), Mitglieder des Hohen Rates mit Judenhut

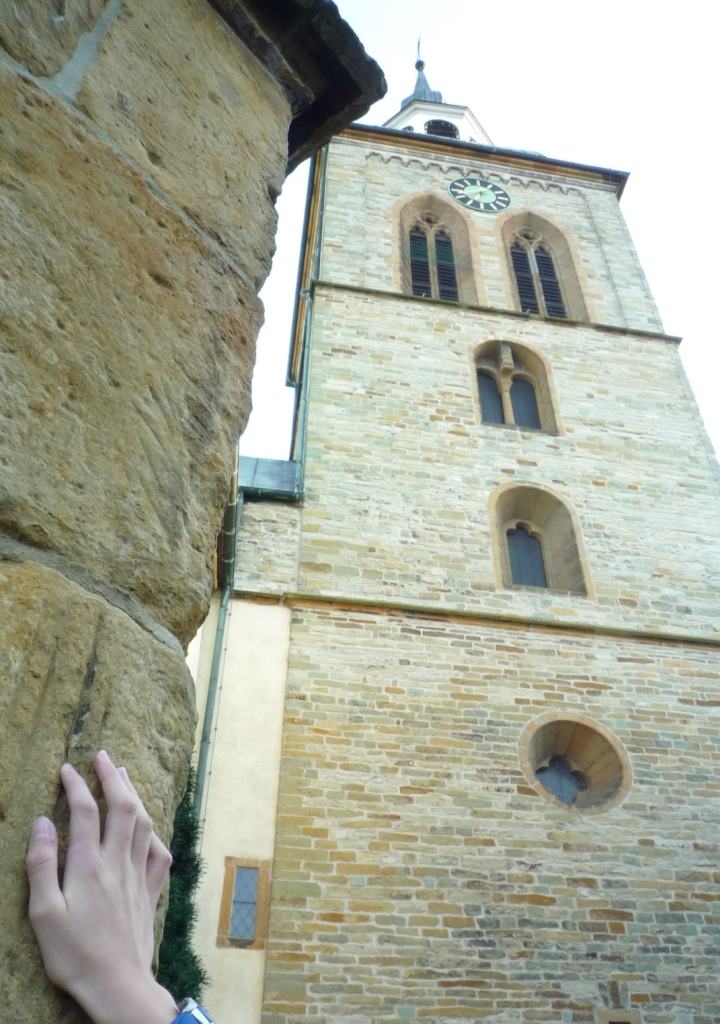
Pestrillen an St. Aegidius Wiedenbrück, Nordseite

- Sakramentshäuschen mit reichem Aufbau, eines der besten dieser Art in Westfalen. Vermutlich 1504 von Berndt Bunekemann (Münster) geschaffen.
- Spätgotische Strahlenmadonna
- Marienaltar (1642)
- Sandsteinkanzel (1617), verziert mit der lebensgroßen Figur des Moses und Relief-Bildern aus dem alten und neuem Testament. Vermutlich vom Bildhauer Adam Stenelt.
- Rosenkranzfenster von 1878
- Kreuzweg (1900/1901) des Malers Anton Waller mit Hintergrundmotiven der Stadt Wiedenbrück sowie tendenziell antijüdischer Motivik[1]
- Gemälde "Westfälisches Abendmahl" (1937) des Malers Heinrich Repke (Dauerleihgabe)[2]
- Vesperbildkapelle (1871) an der Südseite des Langschiffes. Nach Plänen von Güldenpfennig durch den Bildhauer Franz Goldkuhle errichtet.
- Mit Zinnplatten beschlagenes Holzkreuz (1648) zur Erinnerung an die Kriegsnöte (Dreißigjähriger Krieg)
- An verschiedenen Stellen des äußeren Kirchenmauerwerkes finden sich sogenannte Pestrillen. Zu Zeiten der Pest sollen hier verzweifelte Menschen Staub von den Mauern gekratzt haben, um ihn als heiligen Schutz vor der tödlichen Krankheit zu konsumieren.

## Orgel
Die Orgel wurde 1913 von der Firma Speith-Orgelbau (Rietberg) in einem neogotischen Gehäuse erbaut. Sie ersetzte ein Instrument aus dem Jahre 1865, erbaut von Albinus Bott (Warendorf). 1955 wurde das Instrument nach den Klangidealen der Orgelbewegung verändert, 1972 durch die Erbauerfirma um 13 Register auf nunmehr 40 Register auf drei Manualen und Pedal erweitert. 2007 wurde das Instrument durch die Fa. Speith technisch neu errichtet. Das Pfeifenmaterial wurde weitgehend übernommen, die Veränderungen von 1955 rückgeführt. Heute hat das Instrument 52 Register auf vier Manualen und Pedal. die Spieltrakturen sind mechanisch, die Registertrakturen sind elektrisch.
| I Hauptwerk C– |              |       |
| 1.             | Bordun       | 16′   |
| 2.             | Principal    | 8′    |
| 3.             | Doppelflöte  | 8′    |
| 4.             | Gedackt      | 8′    |
| 5.             | Gamba        | 8′    |
| 6.             | Octave       | 4′    |
| 7.             | Flauto dolce | 4′    |
| 8.             | Quinte       | 2 ⁄3′ |
| 9.             | Octave       | 2′    |
| 10.            | Cornett V    | 8′    |
| 11.            | Mixtur IV    | 2′    |
| 12.            | Fagott       | 16′   |
| 13.            | Trompete     | 8′    |
|                | Tremulant    |       |

| II Schwell-Positiv C– |               |        |
| 14.                   | Hornprincipal | 8′     |
| 15.                   | Rohrflöte     | 8′     |
| 16.                   | Salicional    | 8′     |
| 17.                   | Oktave        | 4′     |
| 18.                   | Kleingedackt  | 4′     |
| 19.                   | Nasard        | 2 ⁄3′  |
| 20.                   | Trichterflöte | 2′     |
| 21.                   | Terz          | 1 3⁄5′ |
| 22.                   | Quinte        | 1 ⁄3′  |
| 23.                   | Piccolo       | 1′     |
| 24.                   | Scharff IV    | 1 ⁄3′  |
| 25.                   | Clarinette    | 8′     |
| 26.                   | Vox humana    | 8′     |
|                       | Tremulant     |        |

| III Schwellwerk C– |                    |       |
| 27.                | Lieblich Gedackt   | 16′   |
| 28.                | Geigenprincipal    | 8′    |
| 29.                | Wienerflöte        | 8′    |
| 30.                | Lieblich Gedackt   | 8′    |
| 31.                | Aeoline            | 8′    |
| 32.                | Vox coelestis      | 8′    |
| 33.                | Fugara             | 4′    |
| 34.                | Traversflöte       | 4′    |
| 35.                | Violine            | 4′    |
| 36.                | Flageolet          | 2′    |
| 37.                | Harm. Aetherea III |       |
| 38.                | Progressio II-V    | 2 ⁄3′ |
| 39.                | Horn               | 16′   |
| 40.                | Trompete           | 8′    |
| 41.                | Oboe               | 8′    |
| 42.                | Klarine            | 4′    |
|                    | Tremulant          |       |

| Pedal C– |               |     |
| 43.      | Kontrabass    | 32′ |
| 44.      | Principalbass | 16′ |
| 45.      | Subbass       | 16′ |
| 46.      | Octavbass     | 8′  |
| 47.      | Flötbass      | 8′  |
| 48.      | Gedacktbass   | 8′  |
| 49.      | Violoncello   | 8′  |
| 50.      | Choralbass    | 4′  |
| 51.      | Posaune       | 16′ |
| 52.      | Basstrompete  | 8′  |

- Nebenregister: Glockenspiel, Zimbelstern, Spatzen, Kuckuck